# Јосип Брекало
Јосип Брекало (Загреб, 23. јун 1998), хрватски фудбалер и репрезентативац. Игра на позицији крила, а тренутно наступа за Хајдук Сплит као позајмљени играч Фјорентине.

## Клупска каријера
Брекало је прошао млађе категорије Динама из Загреба. Лигашки деби за тај тим имао је 19. децембра 2015. против Интера из Запрешића. Дана 15. маја 2016, потписао је за Волфсбург у трансферу вредном 10 милиона евра.
Дана 31. јануара 2017, Брекало је позајмљен Штутгарту до краја сезоне с могућношћу продужења исте за још једну годину. Први гол у сениорској каријери постигао је 17. фебруара 2017. када је ушао с клупе против Хајденхајма. Брекало се вратио у Волфсбург 1. јануара 2018. Дана 8. маја 2021, постигао је први хет трик у каријери у победи од 3 : 0 над Унионом из Берлина.

## Репрезентативна каријера
Брекало је прошао све млађе селекције Хрватске. Наступао је на Европском и Светском првенству до 17 година 2015, Европском првенству до 19 година 2016. и Европском првенству до 21 године 2019. 
Деби за сениорску репрезентацију Хрватске имао је 15. новембра 2018. у победи од 3 : 2 у Лиги нација 2018/19. над Шпанијом. Дана 8. септембра 2020, Брекало је постигао први гол за сениорску репрезентацију и то у поразу од 4 : 2 у Лиги нација 2020/21. од Француске.
Део је селекције Хрватске која игра на Европском првенству 2020.

## Статистике

### У клубу
Ажурирано 25. маја 2024.
| Клуб                 | Сезона    | Лига                  | Лига    | Лига   | Куп     | Куп    | Европа  | Европа | Остало  | Остало | Укупно  | Укупно | Укупно |
| Клуб                 | Сезона    | Дивизија              | Наступи | Голови | Наступи | Голови | Наступи | Голови | Наступи | Голови | Наступи | Голови |        |
| -------------------- | --------- | --------------------- | ------- | ------ | ------- | ------ | ------- | ------ | ------- | ------ | ------- | ------ | ------ |
| Динамо Загреб II     | 2015/16.  | Друга ХНЛ             | 9       | 0      | —       | —      | —       | —      | —       | —      | 9       | 0      |        |
| Динамо Загреб        | 2015/16.  | Прва ХНЛ              | 8       | 0      | 3       | 1      | —       | —      | —       | —      | 11      | 1      |        |
| Волфсбург II         | 2016/17.  | Регионална лига Север | 2       | 0      | —       | —      | —       | —      | —       | —      | 2       | 0      |        |
| Волфсбург            | 2016/17.  | Бундеслига            | 4       | 0      | 0       | 0      | —       | —      | —       | —      | 4       | 0      |        |
| Волфсбург            | 2017/18.  | Бундеслига            | 15      | 4      | 0       | 0      | —       | —      | —       | —      | 15      | 4      |        |
| Волфсбург            | 2018/19.  | Бундеслига            | 25      | 3      | 2       | 0      | —       | —      | —       | —      | 27      | 3      |        |
| Волфсбург            | 2019/20.  | Бундеслига            | 30      | 3      | 2       | 1      | 8       | 3      | —       | —      | 40      | 7      |        |
| Волфсбург            | 2020/21.  | Бундеслига            | 29      | 7      | 2       | 0      | 2       | 0      | —       | —      | 33      | 7      |        |
| Волфсбург            | 2021/22.  | Бундеслига            | 1       | 0      | 1       | 1      | 0       | 0      | —       | —      | 2       | 1      |        |
| Волфсбург            | 2022/23.  | Бундеслига            | 6       | 0      | 1       | 0      | —       | —      | —       | —      | 7       | 0      |        |
| Волфсбург            | Укупно    | Укупно                | 110     | 17     | 8       | 2      | 10      | 3      | —       | —      | 128     | 22     |        |
| Штутгарт (позајмица) | 2016/17.  | Друга Бундеслига      | 11      | 1      | 0       | 0      | —       | —      | —       | —      | 11      | 1      |        |
| Штутгарт (позајмица) | 2017/18.  | Бундеслига            | 14      | 1      | 3       | 1      | —       | —      | —       | —      | 17      | 2      |        |
| Штутгарт (позајмица) | Укупно    | Укупно                | 25      | 2      | 3       | 1      | —       | —      | —       | —      | 28      | 3      |        |
| Торино (позајмица)   | 2021/22.  | Серија А              | 32      | 7      | 1       | 0      | —       | —      | —       | —      | 33      | 7      |        |
| Фјорентина           | 2022/23.  | Серија А              | 6       | 0      | 1       | 0      | 4       | 0      | —       | —      | 11      | 1      |        |
| Фјорентина           | 2023/24.  | Серија А              | 11      | 1      | 1       | 0      | 5       | 0      | 1       | 0      | 18      | 1      |        |
| Фјорентина           | Укупно    | Укупно                | 17      | 1      | 2       | 0      | 9       | 0      | 1       | 0      | 29      | 1      |        |
| Хајдук Сплит         | 2023/24.  | Прва ХНЛ              | 14      | 2      | 2       | 0      | —       | —      | —       | —      | 16      | 2      |        |
| Свеукупно            | Свеукупно | Свеукупно             | 219     | 27     | 19      | 4      | 19      | 3      | 1       | 0      | 256     | 36     |        |

1. ↑  Укључује Куп Хрватске, Куп Немачке и Куп Италије.
2. 1 2  Наступ(и) у Лиги Европе.
3. 1 2  Наступ(и) у Лиги конференције.
4. ↑  Укључује Суперкуп Италије.

### У репрезентацији
Ажурирано 15. октобра 2023.
| Репрезентација | Година | Наступи | Голови |
| -------------- | ------ | ------- | ------ |
| Хрватска       | 2018.  | 2       | 0      |
| Хрватска       | 2019.  | 9       | 0      |
| Хрватска       | 2020.  | 8       | 3      |
| Хрватска       | 2021.  | 11      | 1      |
| Хрватска       | 2022.  | 3       | 0      |
| Хрватска       | 2023.  | 2       | 0      |
| Укупно         | Укупно | 35      | 4      |

#### Голови за репрезентацију
Голови и резултати Хрватске наведени су на првом месту. Колона „гол” означава резултат утакмице након гола Брекала.
| Бр. гола | Датум              | Стадион                            | Бр. наступа | Противник  | Гол   | Резултат | Такмичење                                |
| -------- | ------------------ | ---------------------------------- | ----------- | ---------- | ----- | -------- | ---------------------------------------- |
| 1        | 8. септембар 2020. | Стад де Франс, Сен Дени, Француска | 13          | Француска  | 2 : 2 | 2 : 4    | Лига нација 2020/21 — лига А             |
| 2        | 7. октобар 2020.   | Кибунпарк, Санкт Гален, Швајцарска | 14          | Швајцарска | 1 : 1 | 2 : 1    | Пријатељска утакмица                     |
| 3        | 11. новембар 2020. | Водафон парк, Истанбул, Турска     | 17          | Турска     | 3 : 2 | 3 : 3    | Пријатељска утакмица                     |
| 4        | 30. март 2021.     | Стадион Рујевица, Ријека, Хрватска | 22          | Малта      | 3 : 0 | 3 : 0    | Квалификације за Светско првенство 2022. |

## Највећи успеси

### Динамо Загреб
- Прва лига Хрватске (1) : 2015/16.
- Куп Хрватске (1) : 2015/16.

### Штутгарт
- Друга Бундеслига (1) : 2016/17.

### Фјорентина
- Куп Италије : финале 2022/23.
- Лига конференције : финале 2022/23.

### Индивидуална признања
- Најбољи тим Европског првенства до 17 (1) : 2015.